# Hans-Jürgen Feuß
Hans-Jürgen Feuß, zumeist als Jürgen Feuß bekannt, (* 8. Juli 1941 in Sorau in der  Lausitz) ist ein ehemaliger deutscher Politiker (SPD) und Mitglied der Bremischen Bürgerschaft.

## Biografie
Feuß ist der Sohn eines aus Bremen stammenden technischen  Angestellten, der um 1941 bis 1945 in Sorau arbeitete. 1945 kehrte die Familie nach Bremen - Huchting zurück. Nach dem Abitur studierte er Betriebs- und Volkswirtschaft. Er war dann bis 1972 bei der Bremer Bauunion beschäftigt und danach bis 2007 als selbstständiger Kaufmann im Schallplattenversand in Bremen-Steintor tätig.
Feuß war in der Jugend bei den Falken, wurde 1962 Mitglied der SPD und war im Ortsverein in Bremen - Steintor aktiv. Von 1975 bis 1979 war er Mitglied der 9. Bremischen Bürgerschaft und dort Mitglied verschiedener Deputationen, u. a. für das Bauwesen sowie für Kultur und Kunst.
Von 1972 bis 1975 war er Mitglied im Stadtteilbeirat für die Östliche Vorstadt und dort Sprecher der SPD-Fraktion. Als Gegner der nicht gebauten Mozarttrasse durch das Viertel, konnte er dazu beitragen, dass die Straße nicht entstand. Er war aktives Mitglied im Verein für das Bürgerhaus Weserterrassen am Osterdeich.